# Olive Fremstad
Olive Fremstad (ur. 14 marca 1871 w Sztokholmie, zm. 21 kwietnia 1951 w Irvington-on-Hudson) – amerykańska śpiewaczka pochodzenia szwedzkiego, sopran.

## Życiorys
Była nieślubnym dzieckiem, w księgach parafialnych została zapisana jako córka niezamężnej kobiety nazwiskiem Anna Peterson. Jako dziecko została adoptowana przez amerykańską rodzinę z Minnesoty. Początkowo uczyła się gry na fortepianie, następnie w 1890 roku wyjechała do Nowego Jorku, gdzie pobierała lekcje śpiewu u Fredericka Bristola. W 1893 roku wyjechała do Berlina, gdzie uczyła się u Lilli Lehmann. Zadebiutowała w 1895 roku w Kolonii jako Azucena w Trubadurze Giuseppe Verdiego. W 1896 roku wystąpiła na festiwalu w Bayreuth. W 1897 roku śpiewała w Londynie i Wiedniu, od 1900 do 1903 roku występowała w operze w Monachium. W latach 1903–1914 związana była z nowojorską Metropolitan Opera, gdzie w 1908 roku wzięła udział w wykonaniu Tristana i Izoldy Richarda Wagnera pod batutą Gustava Mahlera. W 1907 roku kreowała tytułową rolę w amerykańskiej premierze Salome Richarda Straussa. Po odejściu z Metropolitan Opera występowała w Bostonie i Chicago, aż do przejścia na emeryturę w 1920 roku.
W 1906 roku poślubiła Edsona Sutphena, z którym rozwiodła się w 1911 roku. W 1916 roku wyszła powtórnie za mąż za swojego akompaniatora Harry’ego Lewisa Brainarda, jednak i to małżeństwo zakończyło się w 1925 roku rozwodem. Jej osoba stała się inspiracją dla bohaterki powieści Willi Cather The Song of the Lark.